# Tsotsi
Tsotsi är en sydafrikansk film från 2005. Gavin Hood stod för manus och regi.

## Handling
Den unge, hänsynslöse gängledaren Tsotsi, bor i ett slumområde utanför Johannesburg i Sydafrika. En kväll stjäl han en bil och skjuter kvinnan som försöker stoppa honom. När han kört ett tag överraskas han av att han inte är ensam i bilen: det ligger en bebis i baksätet. Han kan inte överge den lille pojken, utan tar honom med sig. Undan för undan, när han försöker ta hand om honom, så börjar han förändras. Han minns sin egen barndom, sin kärleksfulla mamma som var dödssjuk och sin pappas grymhet; hur han flydde och började överleva som gatubarn. Och ju mer han fäster sig vid det lilla barnet, desto mer börjar han bry sig om dem han gjort illa och försöker gottgöra dem. Men vad ska ha ta sig till med den lille pojken?

## Rollista
| Presley Chweneyagae | – Tsotsi          |
| Terry Pheto         | – Miriam          |
| Kenneth Nkosi       | – Aap             |
| Mothusi Magano      | – Boston          |
| Zenzo Ngqobe        | – Butcher         |
| Zola                | – Fela            |
| Rapulana Seiphemo   | – John Dube       |
| Nambitha Mpumlwana  | – Pumla Dube      |
| Nonthuthu Sibisi    | – The Baby        |
| Ntuthuko Sibisi     | – The Baby        |
| Jerry Mofokeng      | – Morris          |
| Ian Roberts         | – Captain Smit    |
| Percy Matsemela     | – Sergeant Zuma   |
| Thembi Nyandeni     | – Soekie          |
| Owen Sejake         | – Gumboot Dlamini |

## Recensioner
Svenska Dagbladet skrev: "övertygande rollprestationer" och "magnifikt foto" i en recension. 

## Priser
Filmen blev belönad med en Oscar för bästa utländska film 2005.